# Strych (województwo pomorskie)
Strych – wieś kociewska w Polsce, położona w województwie pomorskim, w powiecie starogardzkim, w gminie Kaliska. Wieś Strych jest enklawą gruntów i siedlisk rolniczych w kompleksie leśnym oraz stanowi część składową sołectwa Dąbrowa.
W latach 1975–1998 miejscowość położona była w województwie gdańskim.
W nocy z 8 na 9 czerwca 1942 oddziały Gryfa Pomorskiego i Polskiej Armii Powstania dokonały zamachu na przejeżdżający pociąg Królewiec - Berlin, którym na pogrzeb Reinharda Heydricha miał podróżować Adolf Hitler (operacja Wiedeńska krew).